# Mohélibuulbuul
De mohélibuulbuul (Hypsipetes moheliensis) is een zangvogel uit de familie Pycnonotidae (buulbuuls). 

## Verspreiding en leefgebied
Deze soort is endemisch op het eiland Mohéli dat hoort bij de Comoren.

## Status
De grootte van de populatie is in 2013 geschat op 1000-2500 volwassen vogels. Deze vogel komt slechts voor op één vrij klein eiland en de aantallen gaan achteruit door habitatverlies. Op de Rode lijst van de IUCN heeft deze soort daarom de status bedreigd.